# 佩喬爾納
48°40′12″N 25°40′35″E / 48.67000°N 25.67639°E
佩喬爾納（烏克蘭語：Печорна），是烏克蘭的村落，位於該國西部捷爾諾波爾州，由喬爾特基夫區負責管轄，始建於1427年，面積1.93平方公里，2001年人口511，人口密度每平方公里264.8人。